# Луций Антоний Сатурнин
Луций Антоний Сатурнин (лат. Lucius Antonius Saturninus, жил в I веке н. э.) — римский государственный деятель и военачальник из рода Антониев.

## Биография
В правление Веспасиана Сатурнин был возведён в сословие сенаторов. Он был консулом-суффектом в 82 году и позже наместником провинции Верхняя Германия.
В январе 89 года в Могонциаке Сатурнин попытался провозгласить себя императором при помощи двух легионов — XIV Парного легиона и XXI Стремительного легиона. В позднем античном труде «Извлечения о жизни и нравах римских императоров» сообщается, что Сатурнин восстал, потому что он был возмущён жестокостями императора. Однако восстание было подавлено спустя 42 дня после его начала наместником Нижней Германии Авлом Буцием Лаппием Максимом, который отказался присоединиться к восстанию ещё до подхода Домициана с сильным войском и преторианцами. Сатурнин был убит, а его голова позже была выставлена на форуме. В то время племена германцев, которые хотели прийти на помощь Сатурнину, оказались не в состоянии переправиться через Рейн из-за начавшейся ранней оттепели. После победы Максим предусмотрительно сжег все бумаги мятежного наместника, чтобы избежать излишне жестоких мер со стороны императора Домициана. Все легионы, не перешедшие на сторону Сатурнина, получили почётное прозвище «Pia Fidelis», а мятежные легионы с тех пор стояли в двух отдельных лагерях.